# Aoyama Tadanari
Aoyama Tadanari est un nom japonais traditionnel ; le nom de famille (ou le nom d'école), Aoyama, précède donc le prénom (ou le nom d'artiste).
Aoyama Tadanari (青山 忠成) (6 septembre 1551 - 10 avril 1613) est un général Tokugawa et important obligé de la fin de l'époque  Sengoku et du début de l'époque d'Edo. Père d'Aoyama Tadatoshi, le quartier Aoyama de l'arrondissement Shibuya de Tokyo porte son nom.

## Histoire
Le clan Aoyama est composé de seigneurs locaux du village de Dōdo dans le district de Nukata de la province de Mikawa (moderne Okazaki dans la préfecture d'Aichi). Aoyama Tadakado, le père de Tadanari, sert à la fois Matsudaira Hirotada et Tokugawa Ieyasu, aussi Tadanari sert-il près de Ieyasu depuis qu'il est jeune. En 1572, son père meurt au combat avec Takeda Shingen et Tadanari hérite de la succession.
Ieyasu a une grande confiance en Tadanari et en 1585 lui confie la garde de son fils Hidetada. En 1588, Tadanari accompagne Hidetada à la capitale où il reçoit le rang de 5e rang inférieur de cour, rang inférieur de la province de Hitachi par Toyotomi Hideyoshi. En 1590 Ieyasu s'installe dans le Kantō et élève Tadanari au poste de bugyō d'Edo avec des terres d'une valeur de 5 000 koku (augmentés de 2 000 koku en 1593). Ses propriétés sont concentrées autour du village de Harajuku et s'étendent d'Akasaka à Shibuya. L'actuel quartier Aoyama est ainsi nommé parce que l'une des demeures de Tadanari s'y trouvait.
En 1600, Tadanari rejoint l'armée de Hidetada à la bataille de Sekigahara et obtient pour 15 000 koku de terre entre les provinces de Kazusa et de Shimōsa. En plus d'être le magistrat Edo, il est également le magistrat général pour l'ensemble de la région de Kantō. Après le début du shogunat d'Edo, il est fortement impliqué dans la politique du shogunat avec Honda Masanobu et Naitō Kiyonari. Avec ce dernier, il est temporairement assigné à résidence surveillée en 1606 mais est rapidement pardonné.